# Quartodecimanen
Quartodecimanen is een benaming van die christenen die de datum van het paasfeest berekenden zoals de joden de eerste dag van Pesach bepaalden: op de 14de dag van de maand Nisan (Leviticus 23:5 en Johannes 19:14). Deze dag kon op iedere dag van de week vallen. De Romeinse christenen zijn begonnen het paasfeest op de daaropvolgende zondag te vieren.
Binnen het vroege christendom ontstond een heftig geschil met betrekking tot de berekening van de datum van Pasen. Een deel van de christenheid in Klein-Azië, Syrië en het Keltische christendom in Ierland, Britannia en Gallië hielden zich aan de oude berekeningswijze. Zij werden door de Romeinse christenen quartodecimanen genoemd, verwijzend naar quartus decimus, de veertiende in het Latijn.
De quartodecimanen werden op het Eerste Concilie van Nicea (325) veroordeeld en geëxcommuniceerd, maar ondergronds woedde de strijd nog eeuwenlang voort. Zo was ook de Synode van Whitby (664) voor een belangrijk deel aan dit probleem gewijd.
Jehova's getuigen gebruiken de oude methode van berekenen ook nu nog steeds.